# Farve

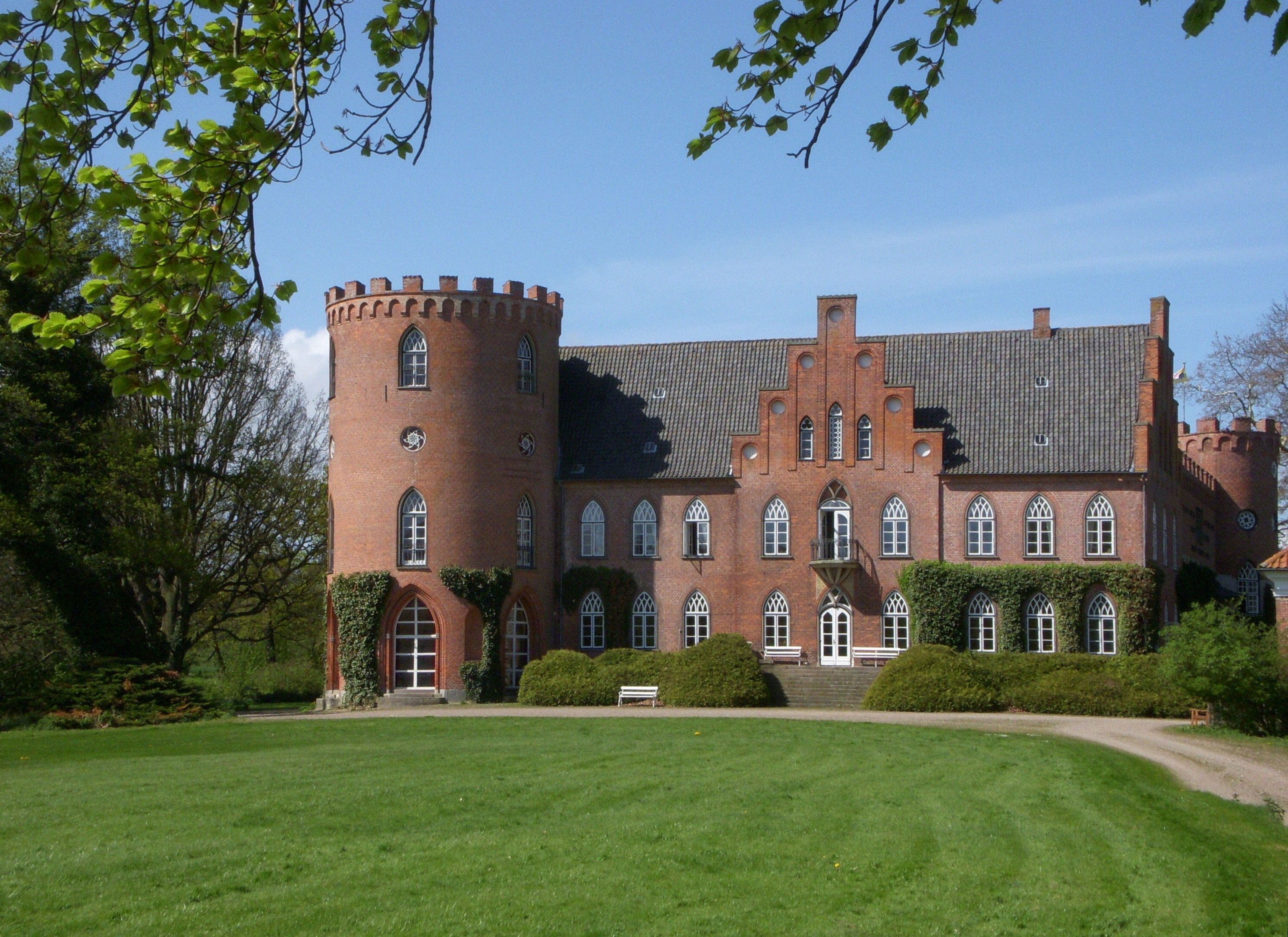
Herrgården Farve i maj 2012.

Farve (tyska Gut Farve) är ett gods  och en herrgård i Schleswig-Holstein, Tyskland. Anläggningen är belägen cirka fem kilometer väster om Oldenburg in Holstein. Farve hörde till medeltida, adliga gods och är fortfarande ett levande lantbruk. Herrgården är i privat ägo och inte tillgänglig för allmänheten.

## Historia
På godsets område fanns på medeltiden en mindre borganläggning som ägdes av adelsätten Pogwisch. År 1480 förstördes borgen genom den danska kungen Kristian I som låg i konflikt med dåvarande ägaren Henning Pogwisch. Efter Henning Pogwischs död kunde hans ättlingar åter överta Farve, som fanns sedan kvar i familjen Pogwisch ägo fram till 1662. Under deras tid uppfördes en ny borganläggning, som utgör kärnan i dagens herrgård. Bland senare ägare märks familjen Reventlow som var ägare till Farve från 1800-talets början fram till 1926. Reventlow lät efter 1837 bygga om herrgården i nygotisk stil till dagens utseende. Exteriört och interiört gestaltades byggnaden i historicismens stilriktning, motsvarande dåtidens smak. År 1929 tillträdde med familjen von Holk den nuvarande (2012) ägaren. 
Farves ekonomibyggnader ligger norr om huvudbyggnaden.  I omgivningen märks en engelsk park som anlades i mitten på 1800-talet samt Farver Mühle, en holländarekvarn från 1828 som tillhör godset och som blivit ett känt landmärke. Kvarnen är tillgänglig för allmänheten, dock inte herrgården och parken.

## Bilder

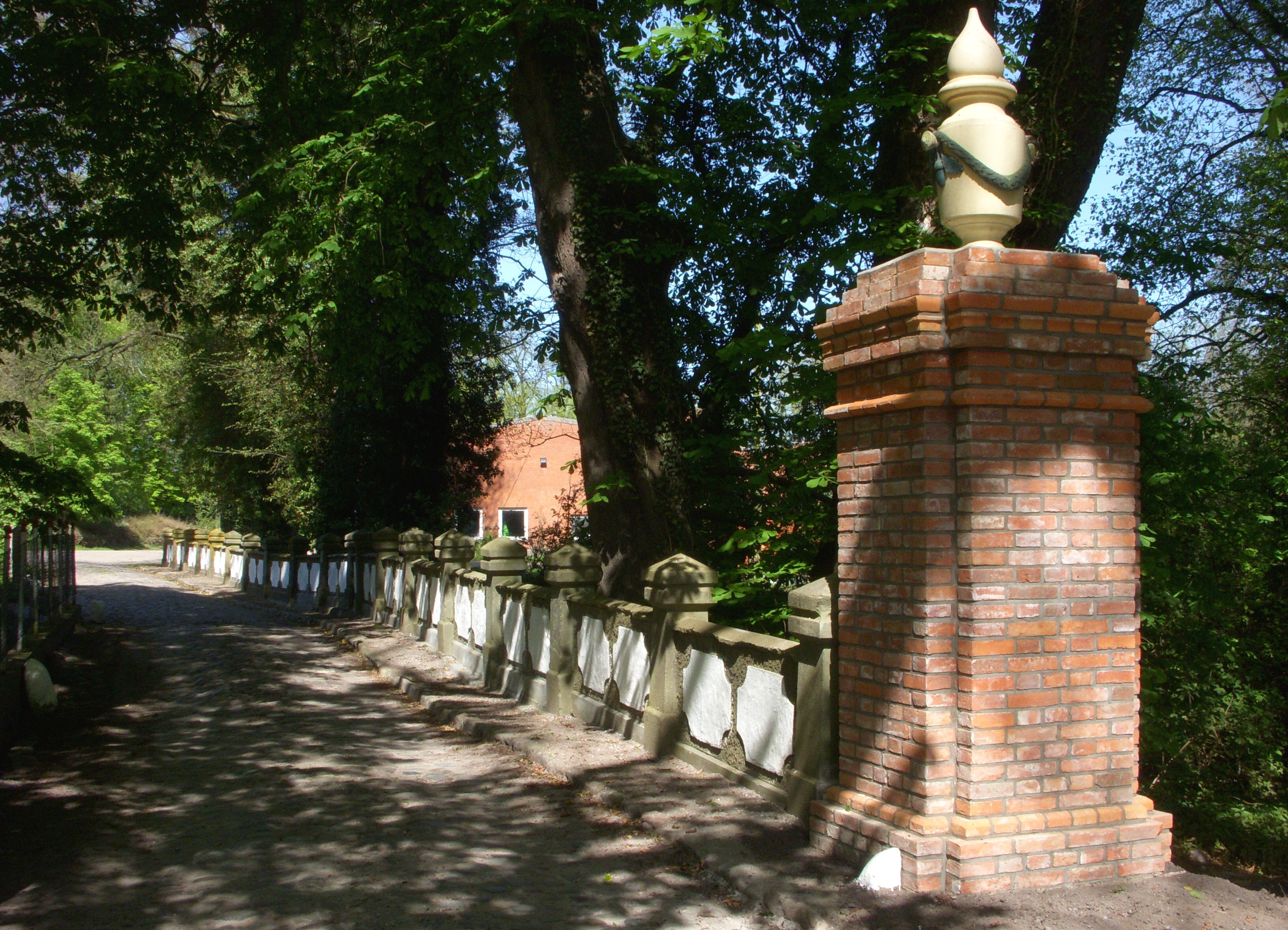
Infarten
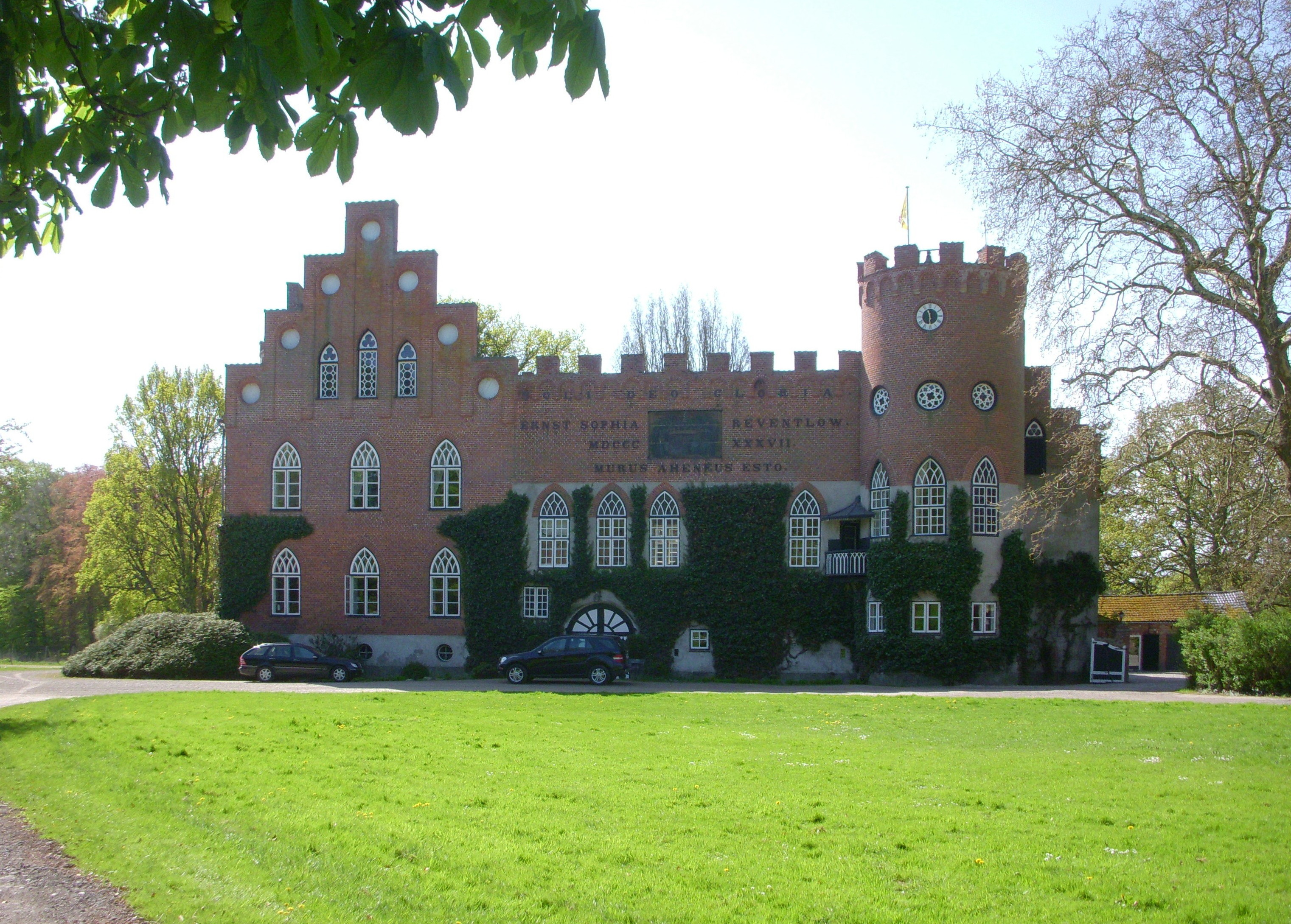
Herrgårdens entrésida
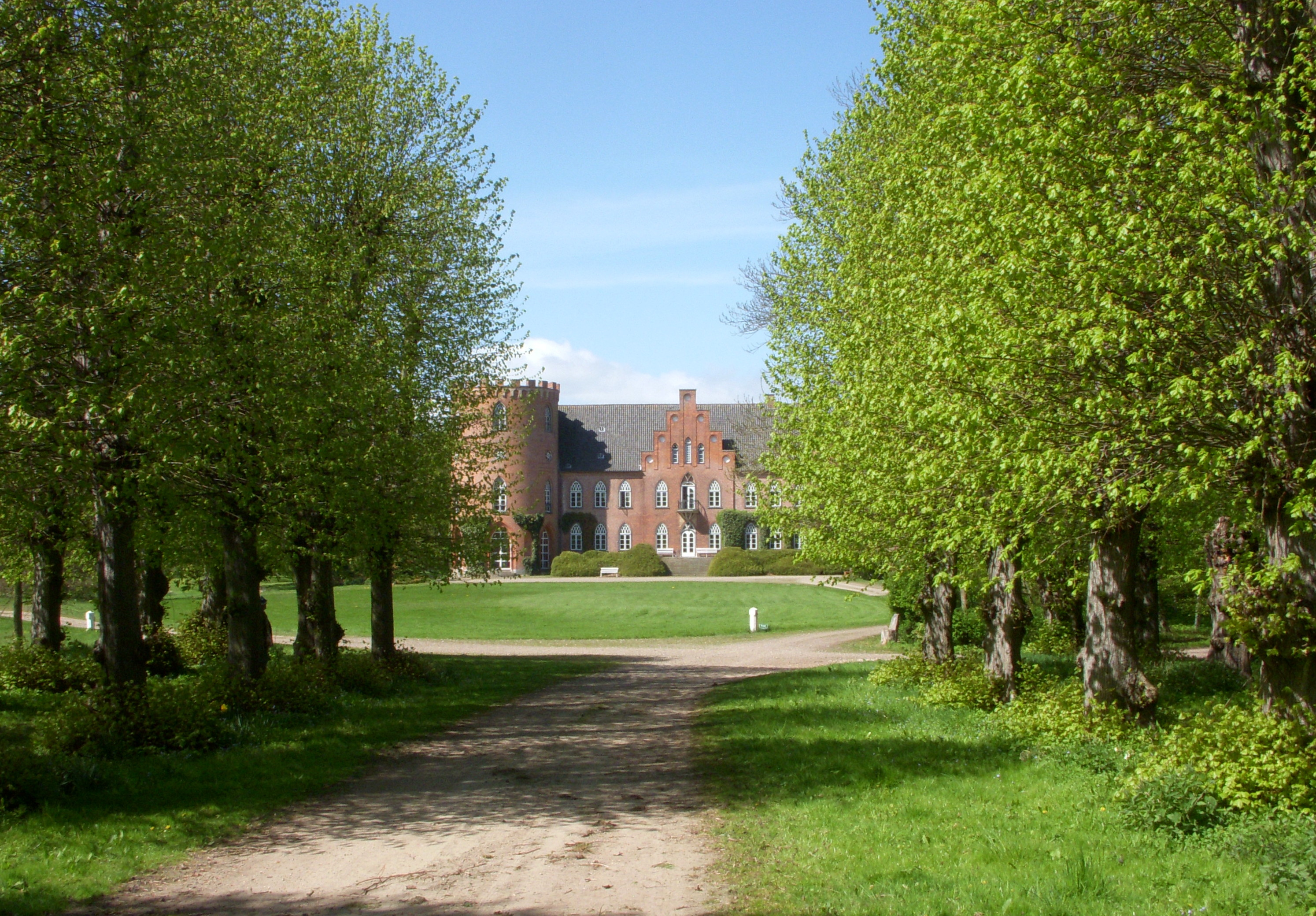
Parkens allé
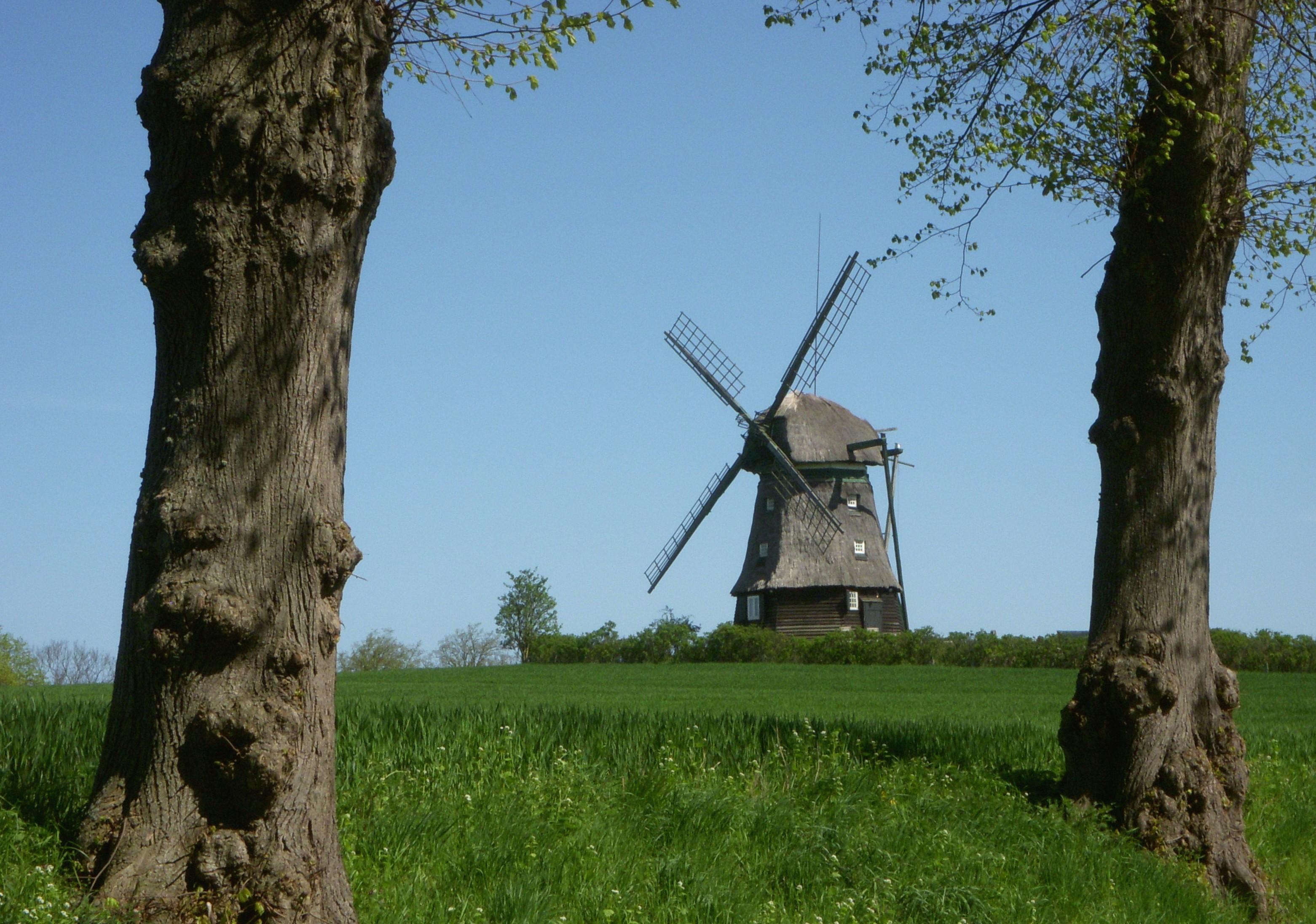
Farver Mühle